# Terrebonne (Oregon)

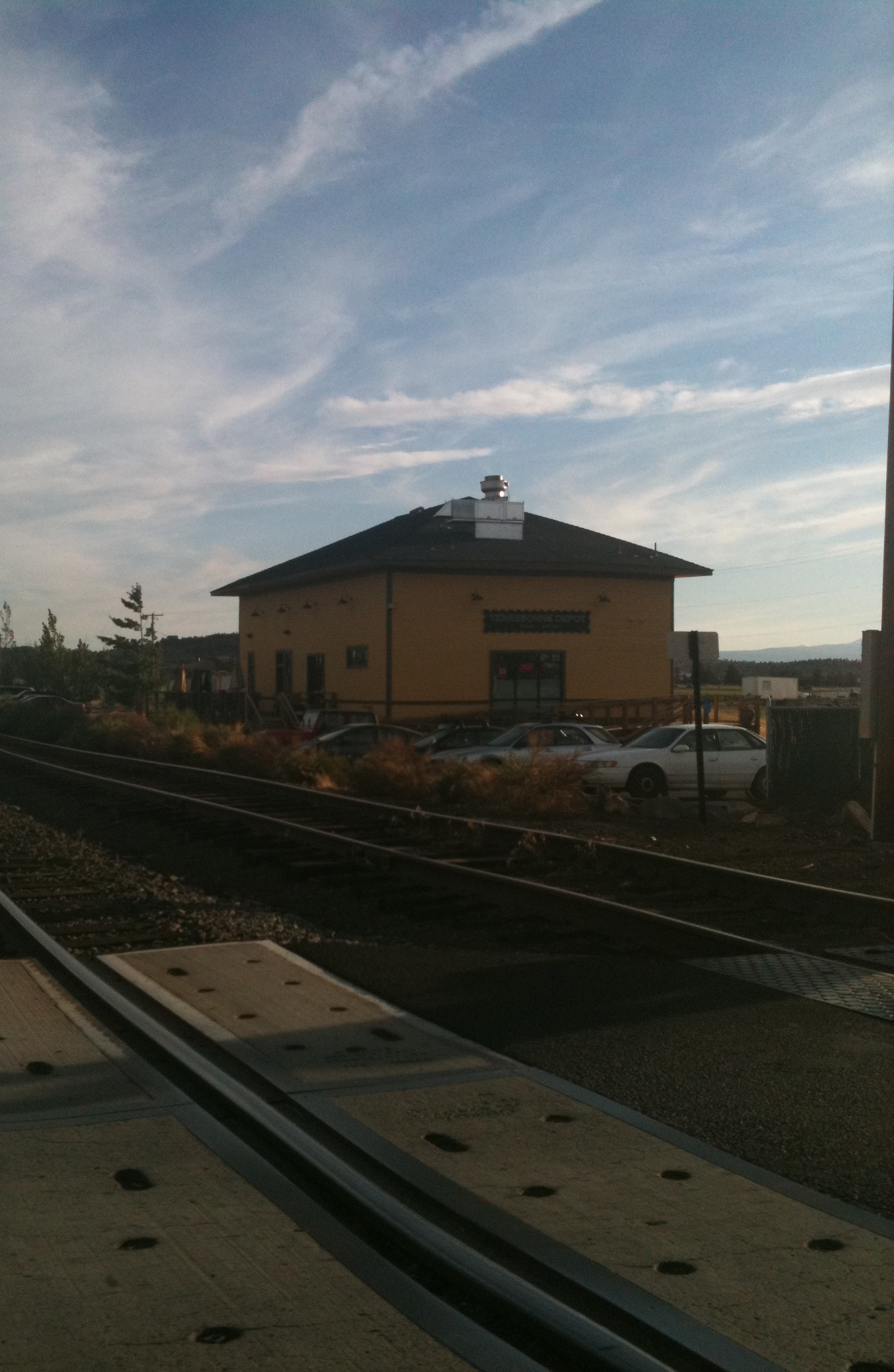
Helyi étterem

Terrebonne az Amerikai Egyesült Államok északnyugati részén, Oregon állam Deschutes megyéjében, a 97-es út mentén, Bendtől 39 km-re északra, Madrastől pedig 32 km-re délre elhelyezkedő statisztikai település. A 2020. évi népszámláláskor 1393 lakosa volt. Területe 2,56 km², melynek 100%-a szárazföld.
A közösség a bendi statisztikai körzet része. A helyiségtől nem messze található a Smith Rock Állami Park.

## Éghajlat
A Köppen-skála alapján a város éghajlata meleg nyári mediterrán (Csb-vel jelölve). A legmelegebb hónap július, a leghidegebb pedig január és december.
| Hónap                         | Jan.  | Feb.  | Már.  | Ápr.  | Máj. | Jún. | Júl. | Aug. | Szep. | Okt.  | Nov.  | Dec.  | Év    |
| ----------------------------- | ----- | ----- | ----- | ----- | ---- | ---- | ---- | ---- | ----- | ----- | ----- | ----- | ----- |
| Rekord max. hőmérséklet (°C)  | 18,3  | 22,2  | 23,3  | 30,6  | 36,1 | 35,6 | 37,8 | 36,7 | 36,1  | 32,2  | 25,0  | 18,9  | 37,8  |
| Átlagos max. hőmérséklet (°C) | 5,6   | 8,3   | 11,7  | 15,0  | 19,4 | 23,9 | 28,3 | 27,2 | 22,8  | 16,7  | 9,4   | 5,6   | 16,2  |
| Átlaghőmérséklet (°C)         | 0,3   | 2,2   | 4,5   | 7,0   | 8,6  | 15,0 | 18,1 | 17,2 | 13,4  | 8,7   | 3,6   | 0,3   | 8,3   |
| Átlagos min. hőmérséklet (°C) | −5,0  | −3,9  | −2,8  | −1,1  | −2,2 | 6,1  | 7,8  | 7,2  | 3,9   | 0,6   | −2,2  | −5,0  | 0,3   |
| Rekord min. hőmérséklet (°C)  | −28,3 | −28,9 | −11,1 | −11,1 | −7,8 | −3,9 | −1,7 | −1,1 | −8,3  | −13,3 | −22,2 | −23,3 | −28,9 |
| Forrás: The Weather Channel   |       |       |       |       |      |      |      |      |       |       |       |       |       |

## Népesség

### 2010
A 2010-es népszámláláskor  1257 lakója, 486 háztartása és 357 családja volt. A népsűrűség 491 fő/km2. A lakóegységek száma 524, sűrűségük 204,7 db/km2. A lakosok 90,4%-a fehér, 0,4%-a afroamerikai, 1,5%-a indián, 0,4%-a ázsiai, 0,4%-a a Csendes-óceáni szigetekről származik, 4,7%-a egyéb, 2,5%-a pedig kettő vagy több etnikumú. A spanyol vagy latino származásúak aránya 8,8% (7,3% mexikói,   1,5% egyéb spanyol vagy latino származású.)
A háztartások 35%-ában élt 18 évnél fiatalabb. 61,4% házas, 10,9% egyedülálló nő, 4,3% egyedülálló férfi, 23,4% pedig nem család. 17,6% egyedül élt; 5,1%-uk 65 éves vagy idősebb. Egy háztartásban átlagosan 2,7 személy élt; a családok átlagmérete 3,03 fő.
A medián életkor 37,4 év volt. Lakóinak 24,7%-a 18 évesnél fiatalabb, 3,7% 18 és 24 év közötti, 28,7%-uk 25 és 44 év közötti, 26,4%-uk 45 és 64 év közötti, 12,7%-uk pedig 65 éves vagy idősebb. A lakosok 49,6%-a férfi, 50,4%-a pedig nő.

### 2000
A 2000-es népszámláláskor   1469 lakója, 531 háztartása és 409 családja volt. A népsűrűség 573,8 fő/km2. A lakóegységek száma 561, sűrűségük 219,1 db/km2. A lakosok 94,49%-a fehér, 0,07%-a afroamerikai, 0,95%-a indián, 0,14%-a ázsiai,  2,18%-a egyéb-, 2,18%-a pedig kettő vagy több etnikumú. A spanyol vagy latino származásúak aránya 4,56% (4,2% mexikói,   0,3% pedig egyéb spanyol/latino származású.)
A háztartások 35,8%-ában élt 18 évnél fiatalabb. 64,6% házas, 7,5% egyedülálló nő; 22,8% pedig nem család. 20,3% egyedül élt; 7,3%-uk 65 éves vagy idősebb. Egy háztartásban átlagosan 2,76 személy élt; a családok átlagmérete 3,13 fő.
Lakóinak 28,4%-a 18 évesnél fiatalabb, 5,4% 18 és 24 év közötti, 27,2%-uk 25 és 44 év közötti, 26,7%-uk 45 és 64 év közötti, 12,3%-uk pedig 65 éves vagy idősebb. A medián életkor 39 év volt. Minden 100 nőre 108,7 férfi jut; a 18 évnél idősebb nőknél ez az arány 100.
A háztartások medián bevétele 37 674 amerikai dollár, ez az érték családoknál $49 375. A férfiak medián keresete $26 359, míg a nőké $23 476. Az egy főre jutó bevétel (PCI) $17 698. A családok 3,9%-a, a teljes népesség 7,6%-a élt létminimum alatt; a 18 év alattiaknál ez a szám 4,2%, a 65 évnél idősebbeknél pedig 14,4%.

## Fordítás
Ez a szócikk részben vagy egészben  a   Terrebonne, Oregon című angol Wikipédia-szócikk ezen változatának fordításán alapul.  Az eredeti cikk szerkesztőit annak laptörténete sorolja fel. Ez a jelzés csupán a megfogalmazás eredetét és a szerzői jogokat jelzi, nem szolgál a cikkben szereplő információk forrásmegjelöléseként.